# Tricentrus allabens
Tricentrus allabens är en insektsart som beskrevs av William Lucas Distant. Tricentrus allabens ingår i släktet Tricentrus och familjen hornstritar. Inga underarter finns listade i Catalogue of Life.